# A Thousand and One
A Thousand and One é um longa-metragem dramático estadunidense lançado em 2023, escrito e dirigido por A.V. Rockwell. É estrelado por Teyana Taylor, Will Catlett, Josiah Cross, Aven Courtney e Aaron Kingsley Adetola. Sua estreia mundial ocorreu no Festival Sundance em 22 de janeiro de 2023, onde venceu o grande prêmio do júri na mostra dramática competitiva estadunidense. Seu lançamento lançado nos cinemas dos Estados Unidos ocorreu em 31 de março de 2023, pela Focus Features.

## Elenco
- Teyana Taylor como Inez de la Paz
- Aaron Kingsley Adetola como Terry (6 anos de idade)
- Aven Courtney como Terry (13 anos de idade)
- Josiah Cross como Terry (17 anos de idade)
- Will Catlett como Lucky
- Terri Abney como Kim Jones

## Produção
Em dezembro de 2020, foi anunciado que A.V. Rockwell escreveria e dirigiria o filme, com Lena Waithe definida para atuar como produtora pela Hillman Grad Productions, além da Focus Features definida para distribuir. Em julho de 2021, Teyana Taylor se juntou ao elenco do filme.

## Lançamento
Teve sua estreia mundial no Festival de Cinema de Sundance de 2023 em 22 de janeiro e está programado para ser lançado nos cinemas estadunidenses em 31 de março de 2023, pela Focus Features.

## Recepção

### Bilheteria
Lançado junto com His Only Son, Dungeons & Dragons: Honor Among Thieves e A Good Person, o filme arrecadou US$ 700 000 em 926 cinemas em seu primeiro dia e estreou com US$ 1,72 milhão, terminando em sétimo.

### Resposta da Crítica
No site agregador de resenhas, Rotten Tomatoes, 97% das 93 resenhas dos críticos são positivas, com uma nota média de 8,2/10. O consenso dos críticos do site afirma: "Um tributo à devoção dos pais e um testemunho do talento de Teyana Taylor, A Thousand and One apresenta um retrato comovente de perseverança diante da desigualdade sistêmica." No Metacritic, tem uma pontuação média ponderada de 81 em 100 com base em 28 críticos, indicando "críticas geralmente favoráveis".